# USS Shark (SS-8)
Pour les autres navires du même nom, voir USS Shark.
L’USS Shark (SS-8) est un sous-marin de classe Plunger de l'United States Navy construit à partir de 1901 par Crescent Shipyard (en) à Elizabeth dans le New Jersey ; il est mis en service en 1903.